# Atletika na Letních olympijských hrách 1936 – maraton muži
Mužský marathon se na Letních olympijských hrách 1936 běžel 9. srpna. Zvítězil v něm Son Ki-džong z Japonska. Na olympiádě však běžel pod japonským jménem Son Kitei, jelikož Korea - odkud pocházel - byla okupována Japonskem. I bronzový medailista byl z Koreje, avšak běžel pod japonským jménem.

## Výsledky
| Pořadí           | Jméno                      | Národnost              | Čas       | Poznámky |
| ---------------- | -------------------------- | ---------------------- | --------- | -------- |
| Zlatá medaile    | Son Ki-džong               | Japonsko               | 2:29:19.2 | OR       |
| Stříbrná medaile | Ernest Harper              | Velká Británie         | 2:31:23.2 |          |
| Bronzová medaile | Nan Shoryu                 | Japonsko               | 2:31:42.0 |          |
| 4                | Erkki Tamila               | Finsko                 | 2:32:45.0 |          |
| 5                | Väinö Muinonen             | Finsko                 | 2:33:46.0 |          |
| 6                | Johannes Coleman           | Jihoafrická unie       | 2:36:17.0 |          |
| 7                | Donald Robertson           | Velká Británie         | 2:37:06.2 |          |
| 8                | Jackie Gibson              | Jihoafrická unie       | 2:38:04.0 |          |
| 9                | Mauno Tarkiainen           | Finsko                 | 2:39:33.0 |          |
| 10               | Thore Enochsson            | Švédsko                | 2:43:12.0 |          |
| 11               | Stylianos Kyriakides       | Řecko                  | 2:43:20.0 |          |
| 12               | Nouba Khaled               | Francie                | 2:45:34.0 |          |
| 13               | Henry Palmé                | Švédsko                | 2:46:08.4 |          |
| 14               | Franz Tuschek              | Rakousko               | 2:46:29.0 |          |
| 15               | Jimmy Bartlett             | Kanada                 | 2:48:21.4 |          |
| 16               | Émile Duval                | Francie                | 2:48:39.8 |          |
| 17               | Manuel Dias                | Portugalsko            | 2:49:00.0 |          |
| 18               | Johnny Kelley              | Spojené státy americké | 2:49:32.4 |          |
| 19               | Miloslav Luňák             | Československo         | 2:50:26.0 |          |
| 20               | Felix Meskens              | Belgie                 | 2:51:19.0 |          |
| 21               | Ján Takáč                  | Československo         | 2:51:20.0 |          |
| 22               | Rudolf Wöber               | Rakousko               | 2:51:28.0 |          |
| 23               | Ludovic Gal                | Rumunsko               | 2:55:02.0 |          |
| 24               | Robert Nevens              | Belgie                 | 2:55:51.0 |          |
| 25               | Anders Hartington Andersen | Dánsko                 | 2:56:31.0 |          |
| 26               | Gabriel Mendoza            | Peru                   | 2:57:17.8 |          |
| 27               | Tommy Lalande              | Jihoafrická unie       | 2:57:20.0 |          |
| 28               | Artūrs Motmillers          | Lotyšsko               | 2:58:02.0 |          |
| 29               | Eduard Braesecke           | Německo                | 2:59:33.4 |          |
| 30               | Percy Wyer                 | Kanada                 | 3:00:11.0 |          |
| 31               | Fernand Le Heurteur        | Francie                | 3:01:11.0 |          |
| 32               | Wilhelm Rothmayer          | Rakousko               | 3:02:32.0 |          |
| 33               | Bronisław Gancarz          | Polsko                 | 3:03:11.0 |          |
| 34               | Max Beer                   | Švýcarsko              | 3:06:26.0 |          |
| 35               | Guillermo Suárez           | Peru                   | 3:08:18.0 |          |
| 36               | Boris Kharalampiev         | Bulharsko              | 3:08:53.8 |          |
| 37               | Arul Swami                 | Indie                  | 3:10:44.0 |          |
| 38               | Josef Šulc                 | Československo         | 3:11:47.4 |          |
| 39               | Franz Eha                  | Švýcarsko              | 3:18:17.0 |          |
| 40               | Wang Zhenglin              | Čínská republika       | 3:25:36.4 |          |
| 41               | Stane Šporn                | Jugoslávie             | 3:30:47.0 |          |
| 42               | José Farías                | Peru                   | 3:33:24.0 |          |
|                  | Juan Acosta                | Chile                  |           | DNF      |
|                  | Franz Barsicke             | Německo                |           | DNF      |
|                  | Tarzan Brown               | Spojené státy americké |           | DNF      |
|                  | Giannino Bulzone           | Itálie                 |           | DNF      |
|                  | Paul de Bruyn              | Německo                |           | DNF      |
|                  | Kazimierz Fiałka           | Polsko                 |           | DNF      |
|                  | Aurelio Genghini           | Itálie                 |           | DNF      |
|                  | Billy McMahon              | Spojené státy americké |           | DNF      |
|                  | Jaime Mendes               | Portugalsko            |           | DNF      |
|                  | Bert Norris                | Velká Británie         |           | DNF      |
|                  | Luis Oliva                 | Argentina              |           | DNF      |
|                  | Tamao Shiwaku              | Japonsko               |           | DNF      |
|                  | Harold Webster             | Kanada                 |           | DNF      |
|                  | Juan Carlos Zabala         | Argentina              |           | DNF      |

Poznámky: DNF = Did not finish - Nedokončil závod, OR = Olympijský rekord